# Liga de Voleibol Superior Femenino 2024
La Liga de Voleibol Superior Femenino 2024, 55ª edizione della massima serie del campionato portoricano di pallavolo femminile, si è svolta dal 18 gennaio al 22 aprile 2024: al torneo hanno partecipato 7 franchigie portoricane e la vittoria finale è andata per la prima alle Cangrejeras de Santurce.

## Regolamento
Le squadre hanno disputato un girone all'italiana, sfidando ogni avversaria quattro volte, per un totale di 24 incontri; al termine della regular season:
- Le formazioni classificate dal terzo al sesto posto in classifica hanno avuto accesso ai quarti di finale, giocati al meglio delle cinque gare e con incroci basati sul piazzamento in stagione regolare col metodo della serpentina;
- Le formazioni classificate al primo e al secondo posto in classifica hanno avuto accesso diretto alle semifinali, con incroci basati sul piazzamento in stagione regolare col metodo della serpentina, dove sono state raggiunte dalle due formazioni vincitrici ai quarti di finale e hanno giocato al meglio delle sette gare, così come in finale.

### Criteri di classifica
Se il risultato finale è stato di 3-0 o 3-1 sono stati assegnati 3 punti alla squadra vincente e 0 a quella sconfitta, se il risultato finale è stato di 3-2 sono stati assegnati 2 punti alla squadra vincente e 1 a quella sconfitta.
L'ordine del posizionamento in classifica è stato definito in base a:
- Punti;
- Numero di partite vinte;
- Ratio dei set vinti/persi;
- Ratio dei punti realizzati/subiti.

## Squadre partecipanti
La campionato di Liga de Voleibol Superior Femenino 2024 partecipano 7 franchigie.
Delle franchigie aventi il diritto di partecipazione:
- Le Leonas de Ponce hanno ceduto i propri diritti di partecipazione alle Mets de Guaynabo[2].

| Club                    | Stagione | Città     | Impianto                        | Stagione precedente                            |
| ----------------------- | -------- | --------- | ------------------------------- | ---------------------------------------------- |
| Atenienses de Manatí    | dettagli | Manatí    | Coliseo Juan Aubín Cruz Abreu   | 5ª in LVSF, semifinali play-off scudetto       |
| Cangrejeras de Santurce | dettagli | San Juan  | Coliseo Roberto Clemente        | 1ª in LVSF, finale play-off scudetto           |
| Changas de Naranjito    | dettagli | Naranjito | Coliseo Gelito Ortega           | 3ª in LVSF, semifinali play-off scudetto       |
| Criollas de Caguas      | dettagli | Caguas    | Coliseo Roger L. Mendoza        | 4ª in LVSF, quarti di finale play-off scudetto |
| Mets de Guaynabo        | dettagli | Guaynabo  | Coliseo Mario Morales           | -                                              |
| Pinkin de Corozal       | dettagli | Corozal   | Coliseo Carmen Zoraida Figueroa | 2ª in LVSF, Campionesse di Porto Rico          |
| Valencianas de Juncos   | dettagli | Juncos    | Coliseo Rafael Amalbert         | 6ª in LVSF, quarti di finale play-off scudetto |

## Torneo

### Regular season

#### Risultati
| Risultati Regular season |                      |     |                                   |
|                          |                      |     |                                   |
| 18-01                    | Naranjito - Manatí   | 0-3 | 15-25, 14-25, 11-25               |
| 19-01                    | Corozal - Caguas     | 0-3 | 19-25, 21-25, 22-25               |
| 19-01                    | Juncos - Santurce    | 3-1 | 19-25, 25-19, 25-23, 25-23        |
| 20-01                    | Manatí - Guaynabo    | 3-0 | 25-14, 25-21, 25-21               |
| 21-01                    | Caguas - Juncos      | 3-1 | 25-16, 18-25, 27-25, 25-17        |
| 22-01                    | Santurce - Manatí    | 3-1 | 25-18, 25-19, 19-25, 25-23        |
| 23-01                    | Guaynabo - Juncos    | 2-3 | 22-25, 25-23, 24-26, 25-22, 12-15 |
| 24-01                    | Naranjito - Santurce | 0-3 | 22-25, 24-26, 19-25               |
| 24-01                    | Manatí - Caguas      | 3-0 | 26-24, 25-15, 25-15               |
| 24-01                    | Juncos - Corozal     | 3-2 | 25-23, 22-25, 25-22, 16-25, 17-15 |
| 26-01                    | Corozal - Manatí     | 3-0 | 25-16, 25-22, 25-14               |
| 26-01                    | Caguas - Naranjito   | 3-2 | 27-29, 25-23, 23-25, 25-13, 15-9  |
| 26-01                    | Guaynabo - Santurce  | 2-3 | 25-16, 14-15, 25-21, 19-25, 10-15 |
| 27-01                    | Naranjito - Corozal  | 2-3 | 25-19, 25-22, 28-30, 22-25, 10-15 |
| 28-01                    | Guaynabo - Caguas    | 3-0 | 25-14, 25-18, 25-16               |
| 28-01                    | Manatí - Juncos      | 3-1 | 29-31, 25-14, 26-24, 25-17        |
| 30-01                    | Juncos - Naranjito   | 3-2 | 25-17, 20-25, 25-15, 15-25, 15-6  |
| 30-01                    | Corozal - Guaynabo   | 3-1 | 25-23, 25-18, 14-25, 25-17        |
| 30-01                    | Santurce - Caguas    | 2-3 | 22-25, 32-30, 25-22, 19-25, 11-15 |
| 01-02                    | Corozal - Santurce   | 1-3 | 19-25, 25-19, 22-25, 25-27        |
| 01-02                    | Juncos - Guaynabo    | 3-0 | 25-20, 25-19, 25-9                |
| 01-02                    | Manatí - Naranjito   | 3-1 | 25-23, 25-22, 23-25, 25-15        |
| 03-02                    | Santurce - Juncos    | 3-0 | 25-15, 25-16, 25-17               |
| 03-02                    | Caguas - Corozal     | 2-3 | 22-25, 25-15, 23-25, 25-19, 9-15  |
| 04-02                    | Manatí - Santurce    | 3-2 | 33-35, 20-25, 25-15, 27-25, 15-5  |
| 04-02                    | Guaynabo - Naranjito | 1-3 | 20-25, 19-25, 25-14, 21-25        |
| 09-02                    | Manatí - Corozal     | 3-1 | 26-24, 25-20, 22-25, 25-21        |
| 09-02                    | Naranjito - Caguas   | 0-3 | 20-25, 23-25, 24-26               |
| 09-02                    | Santurce - Guaynabo  | 3-0 | 25-12, 25-13, 25-21               |
| 10-02                    | Caguas - Guaynabo    | 2-3 | 25-20, 25-17, 25-27, 21-25, 6-15  |
| 10-02                    | Corozal - Naranjito  | 3-2 | 22-25, 25-19, 25-18, 18-25, 15-9  |
| 12-02                    | Guaynabo - Manatí    | 3-1 | 25-23, 25-22, 27-29, 25-21        |
| 13-02                    | Naranjito - Juncos   | 0-3 | 20-25, 21-25, 22-25               |
| 13-02                    | Guaynabo - Corozal   | 0-3 | 22-25, 22-25, 21-25               |
| 13-02                    | Santurce - Caguas    | 3-2 | 25-19, 16-25, 19-25, 25-15, 15-10 |
| 15-02                    | Juncos - Guaynabo    | 1-3 | 25-23, 14-25, 23-25, 21-25        |
| 15-02                    | Corozal - Santurce   | 2-3 | 17-25, 25-20, 23-25, 26-24, 10-15 |
| 15-02                    | Naranjito - Manatí   | 2-3 | 25-23, 15-25, 25-21, 11-25, 8-15  |
| 17-02                    | Manatí - Guaynabo    | 1-3 | 18-25, 23-25, 25-20, 21-25        |
| 17-02                    | Juncos - Santurce    | 0-3 | 22-25, 22-25, 18-25               |
| 17-02                    | Caguas - Corozal     | 3-0 | 25-21, 25-21, 25-19               |
| 18-02                    | Juncos - Caguas      | 2-3 | 25-21, 20-25, 25-17, 23-25, 13-15 |

| Risultati regular season |                      |     |                                   |
|                          |                      |     |                                   |
| 19-02                    | Santurce - Manatí    | 2-3 | 29-27, 25-23, 19-25, 18-25, 11-15 |
| 21-02                    | Naranjito - Santurce | 3-2 | 21-25, 25-20, 25-19, 22-25, 7-15  |
| 21-02                    | Manatí - Caguas      | 3-2 | 21-25, 30-28, 28-26, 16-25, 12-15 |
| 21-02                    | Juncos - Corozal     | 2-3 | 25-16, 19-25, 25-23, 16-25, 12-15 |
| 22-02                    | Caguas - Juncos      | 0-3 | 27-29, 22-25, 18-25               |
| 23-02                    | Corozal - Manatí     | 3-1 | 27-29, 25-16, 28-26, 25-22        |
| 23-02                    | Naranjito - Guaynabo | 1-3 | 26-28, 25-17, 20-25, 22-25        |
| 25-02                    | Naranjito - Corozal  | 2-3 | 22-25, 25-21, 26-24, 23-25, 14-16 |
| 25-02                    | Manatí - Juncos      | 3-1 | 25-13, 25-18, 24-26, 25-14        |
| 27-02                    | Juncos - Naranjito   | 3-2 | 25-17, 20-25, 25-12, 23-25, 16-14 |
| 27-02                    | Corozal - Guaynabo   | 3-2 | 25-19, 20-25, 25-19, 21-25, 15-9  |
| 27-02                    | Caguas - Santurce    | 0-3 | 18-25, 24-26, 13-25               |
| 28-02                    | Guaynabo - Caguas    | 3-2 | 25-21, 25-22, 19-25, 10-25, 17-15 |
| 29-02                    | Santurce - Corozal   | 3-1 | 27-25, 19-25, 25-14, 25-13        |
| 29-02                    | Guaynabo - Juncos    | 1-3 | 27-25, 19-25, 21-25, 23-25        |
| 29-02                    | Manatí - Naranjito   | 3-1 | 25-23, 17-25, 25-16, 25-13        |
| 01-03                    | Caguas - Manatí      | 3-2 | 19-25, 25-17, 22-25, 25-20, 15-12 |
| 02-03                    | Santurce - Juncos    | 3-0 | 25-19, 25-20, 25-16               |
| 02-03                    | Corozal - Caguas     | 3-1 | 18-25, 25-23, 25-14, 25-17        |
| 02-03                    | Naranjito - Guaynabo | 3-1 | 25-18, 18-25, 28-26, 25-23        |
| 03-03                    | Manatí - Santurce    | 1-3 | 14-25, 26-24, 25-27, 23-25        |
| 04-03                    | Guaynabo - Naranjito | 1-3 | 22-25, 26-28, 25-19, 25-27        |
| 05-03                    | Guaynabo - Manatí    | 3-0 | 25-12, 25-21, 25-14               |
| 06-03                    | Santurce - Naranjito | 3-1 | 23-25, 25-16, 25-13, 25-18        |
| 06-03                    | Corozal - Juncos     | 3-1 | 25-20, 23-25, 25-15, 25-16        |
| 08-03                    | Manatí - Corozal     | 2-3 | 17-25, 27-25, 21-25, 25-21, 12-15 |
| 08-03                    | Naranjito - Caguas   | 3-1 | 28-26, 13-25, 25-12, 25-23        |
| 08-03                    | Santurce - Guaynabo  | 3-1 | 25-19, 25-17, 26-28, 25-19        |
| 09-03                    | Caguas - Guaynabo    | 3-1 | 28-26, 25-23, 31-33, 25-23        |
| 10-03                    | Corozal - Naranjito  | 2-3 | 24-26, 32-30, 25-13, 17-25, 10-15 |
| 10-03                    | Juncos - Manatí      | 3-1 | 21-25, 25-20, 25-17, 25-19        |
| 12-03                    | Naranjito - Juncos   | 3-0 | 30-28, 25-22, 26-24               |
| 12-03                    | Guaynabo - Corozal   | 3-2 | 27-25, 25-23, 20-25, 21-25, 15-9  |
| 12-03                    | Caguas - Santurce    | 0-3 | 22-25, 17-25, 22-25               |
| 13-03                    | Caguas - Manatí      | 2-3 | 27-25, 25-19, 14-25, 15-25, 14-16 |
| 14-03                    | Santurce - Corozal   | 3-1 | 29-27, 25-17, 21-25, 25-16        |
| 14-03                    | Juncos - Manatí      | 0-3 | 18-25, 23-25, 18-25               |
| 15-03                    | Guaynabo - Santurce  | 0-3 | 23-25, 18-25, 20-25               |
| 15-03                    | Caguas - Naranjito   | 1-3 | 25-22, 27-29, 21-25, 15-25        |
| 16-03                    | Juncos - Caguas      | 3-1 | 22-25, 25-22, 25-18, 25-16        |
| 18-03                    | Santurce - Naranjito | 3-0 | 25-14, 25-16, 25-18               |
| 19-03                    | Corozal - Juncos     | 3-0 | 25-18, 25-20, 25-13               |

#### Classifica
| Pos. | Squadra                 | Pt | G  | V  | P  | SV | SP | Ratio | PF    | PS    | Ratio |
| ---- | ----------------------- | -- | -- | -- | -- | -- | -- | ----- | ----- | ----- | ----- |
| 1    | Cangrejeras de Santurce | 58 | 24 | 19 | 5  | 66 | 28 | 2,357 | 2 180 | 1 920 | 1.135 |
| 2    | Pinkin de Corozal       | 39 | 24 | 14 | 10 | 54 | 48 | 1,125 | 2 249 | 2 186 | 1,029 |
| 3    | Atenienses de Manatí    | 39 | 24 | 14 | 10 | 52 | 45 | 1,156 | 2 195 | 2 071 | 1,060 |
| 4    | Valencianas de Juncos   | 31 | 24 | 11 | 13 | 42 | 51 | 0,824 | 1 992 | 2 077 | 0,959 |
| 5    | Criollas de Caguas      | 29 | 24 | 9  | 15 | 43 | 55 | 0,782 | 1 998 | 2 078 | 0,962 |
| 6    | Changas de Naranjito    | 29 | 24 | 8  | 16 | 42 | 57 | 0,737 | 2 060 | 2 251 | 0,915 |
| 7    | Mets de Guaynabo        | 27 | 24 | 9  | 15 | 40 | 55 | 0,727 | 1 954 | 2 045 | 0,956 |

      Qualificata alle semifinali play-off scudetto.
      Qualificata ai quarti di finale play-off scudetto.

### Play-off scudetto
|  | Quarti di finale | Quarti di finale      | Quarti di finale  | Quarti di finale      | Quarti di finale | Quarti di finale | Quarti di finale |                         |   | Semifinali | Semifinali              | Semifinali | Semifinali | Semifinali | Semifinali | Semifinali | Semifinali | Semifinali |  |  | Finale | Finale | Finale | Finale | Finale | Finale | Finale | Finale | Finale |  |
|  |                  |                       |                   |                       |                  |                  |                  |                         |   |            |                         |            |            |            |            |            |            |            |  |  |        |        |        |        |        |        |        |        |        |  |
|  |                  |                       |                   |                       |                  |                  |                  |                         |   | 1          | Cangrejeras de Santurce | 3          | 3          | 3          | 3          |            |            |            |  |  |        |        |        |        |        |        |        |        |        |  |
|  |                  |                       |                   |                       |                  |                  |                  |                         |   | 1          | Cangrejeras de Santurce | 3          | 3          | 3          | 3          |            |            |            |  |  |        |        |        |        |        |        |        |        |        |  |
|  |                  |                       | 4                 | Valencianas de Juncos | 0                | 0                | 1                | 0                       |   |            |                         |            |            |            |            |            |            |            |  |  |        |        |        |        |        |        |        |        |        |  |
|  | 4                | Valencianas de Juncos | 4                 | Valencianas de Juncos | 0                | 0                | 1                | 0                       | 3 | 3          | 3                       |            |            |            |            |            |            |            |  |  |        |        |        |        |        |        |        |        |        |  |
|  | 4                | Valencianas de Juncos |                   |                       |                  |                  |                  |                         |   |            |                         |            |            |            |            |            |            |            |  |  |        |        |        |        |        |        |        |        |        |  |
|  | 5                | Criollas de Caguas    | 0                 | 1                     | 1                |                  |                  |                         |   |            |                         |            |            |            |            |            |            |            |  |  |        |        |        |        |        |        |        |        |        |  |
|  | 5                | Criollas de Caguas    | 0                 | 1                     | 1                |                  | 1                | Cangrejeras de Santurce | 3 | 3          | 3                       | 3          |            |            |            |            |            |            |  |  |        |        |        |        |        |        |        |        |        |  |
|  |                  |                       |                   |                       |                  |                  |                  |                         |   |            |                         |            |            |            |            |            |            |            |  |  |        |        |        |        |        |        |        |        |        |  |
|  |                  |                       | 3                 | Atenienses de Manatí  | 1                | 2                | 0                | 1                       |   |            |                         |            |            |            |            |            |            |            |  |  |        |        |        |        |        |        |        |        |        |  |
|  |                  |                       |                   |                       |                  |                  |                  | 1                       |   |            |                         |            |            |            |            |            |            |            |  |  |        |        |        |        |        |        |        |        |        |  |
|  |                  |                       |                   |                       |                  |                  |                  |                         |   |            |                         |            |            |            |            |            |            |            |  |  |        |        |        |        |        |        |        |        |        |  |
|  |                  |                       |                   |                       |                  |                  |                  |                         |   |            |                         |            |            |            |            |            |            |            |  |  |        |        |        |        |        |        |        |        |        |  |
|  |                  | 2                     | Pinkin de Corozal | 3                     | 1                | 1                | 2                | 0                       |   |            |                         |            |            |            |            |            |            |            |  |  |        |        |        |        |        |        |        |        |        |  |
|  |                  |                       |                   |                       |                  |                  |                  | 0                       |   |            |                         |            |            |            |            |            |            |            |  |  |        |        |        |        |        |        |        |        |        |  |
|  |                  |                       | 3                 | Atenienses de Manatí  | 2                | 3                | 3                | 3                       | 3 |            |                         |            |            |            |            |            |            |            |  |  |        |        |        |        |        |        |        |        |        |  |
|  | 3                | Atenienses de Manatí  | 3                 | Atenienses de Manatí  | 2                | 3                | 3                | 3                       | 3 | 3          | 3                       | 1          | 3          |            |            |            |            |            |  |  |        |        |        |        |        |        |        |        |        |  |
|  | 3                | Atenienses de Manatí  |                   |                       |                  |                  |                  |                         |   |            |                         |            |            |            |            |            |            |            |  |  |        |        |        |        |        |        |        |        |        |  |
|  | 6                | Changas de Naranjito  | 1                 | 1                     | 3                | 1                |                  |                         |   |            |                         |            |            |            |            |            |            |            |  |  |        |        |        |        |        |        |        |        |        |  |

#### Quarti di finale
| Gara 1 |                    |     |                            |
|        |                    |     |                            |
| 21-03  | Juncos - Caguas    | 3-0 | 25-11, 25-23, 25-19        |
| 24-03  | Manatí - Naranjito | 3-1 | 25-22, 26-24, 23-25, 25-19 |

| Gara 2 |                    |     |                            |
|        |                    |     |                            |
| 23-03  | Caguas - Juncos    | 1-3 | 18-25, 25-21, 20-25, 17-25 |
| 26-03  | Naranjito - Manatí | 1-3 | 14-25, 25-15, 22-25, 22-25 |

| Gara 3 |                    |     |                            |
|        |                    |     |                            |
| 24-03  | Juncos - Caguas    | 3-1 | 25-27, 25-19, 25-22, 29-27 |
| 28-03  | Manatí - Naranjito | 1-3 | 21-25, 25-14, 23-25, 20-25 |

| Gara 4 |                    |     |                            |
|        |                    |     |                            |
| 31-03  | Naranjito - Manatí | 3-1 | 25-23, 22-25, 18-25, 17-25 |

#### Semifinali
| Gara 1 |                   |     |                                   |
|        |                   |     |                                   |
| 30-03  | Santurce - Juncos | 3-0 | 25-16, 25-16, 25-18               |
| 03-04  | Corozal - Manatí  | 3-2 | 25-21, 15-25, 25-23, 17-25, 16-14 |

| Gara 2 |                   |     |                            |
|        |                   |     |                            |
| 01-04  | Juncos - Santurce | 0-3 | 16-25, 17-25, 23-25        |
| 04-04  | Manatí - Corozal  | 3-1 | 25-22, 25-16, 14-25, 25-22 |

| Gara 3 |                   |     |                            |
|        |                   |     |                            |
| 03-04  | Santurce - Juncos | 3-1 | 25-23, 25-15, 22-25, 25-23 |
| 06-04  | Corozal - Manatí  | 1-3 | 19-25, 29-27, 19-25, 21-25 |

| Gara 4 |                   |     |                                   |
|        |                   |     |                                   |
| 05-04  | Juncos - Santurce | 0-3 | 20-25, 22-25, 18-25               |
| 08-04  | Manatí - Corozal  | 3-2 | 22-25, 25-17, 23-25, 25-23, 15-12 |

| \| Gara 5 \| \| \| \| \| \| \| \| \| \| 10-04 \| Corozal - Manatí \| 0-3 \| 16-25, 23-25, 17-25 \| |                  |     |                     |
| Gara 5                                                                                             |                  |     |                     |
| |                  |     |                     |
| 10-04                                                                                              | Corozal - Manatí | 0-3 | 16-25, 23-25, 17-25 |

#### Finale
| Gara 1 |                   |     |                            |
|        |                   |     |                            |
| 14-04  | Santurce - Manatí | 3-1 | 24-26, 26-24, 25-16, 25-15 |

| Gara 2 |                   |     |                                   |
|        |                   |     |                                   |
| 17-04  | Manatí - Santurce | 2-3 | 21-25, 25-23, 25-23, 23-25, 14-16 |

| Gara 3 |                   |     |                     |
|        |                   |     |                     |
| 20-04  | Santurce - Manatí | 3-0 | 25-16, 25-22, 25-21 |

| Gara 4 |                   |     |                            |
|        |                   |     |                            |
| 22-04  | Manatí - Santurce | 1-3 | 22-25, 25-22, 22-25, 17-25 |

## Premi individuali
| Premio                   | Giocatrice       | Squadra                 |
| ------------------------ | ---------------- | ----------------------- |
| MVP della Regular Season | Karla Santos     | Atenienses de Manatí    |
| MVP delle finali         | Debora Seilhamer | Cangrejeras de Santurce |
| Miglior palleggiatrice   | Carli Lloyd      | Cangrejeras de Santurce |
| Rising star              | Madison Cruzado  | Valencianas de Juncos   |
| Miglior ritorno          | Saraí Álvarez    | Pinkin de Corozal       |
| Miglior esordiente       | Elissa Alcántara | Valencianas de Juncos   |
| Miglior libero           | Madison Cruzado  | Valencianas de Juncos   |
| Miglior allenatore       | Jamille Torres   | Cangrejeras de Santurce |
| Miglior presidente       | Marcos Martínez  | Cangrejeras de Santurce |
| All-Star Team            | Carli Lloyd      | Cangrejeras de Santurce |
| All-Star Team            | Karla Santos     | Atenienses de Manatí    |
| All-Star Team            | Adanna Rollins   | Changas de Naranjito    |
| All-Star Team            | Yeliz Askan      | Cangrejeras de Santurce |
| All-Star Team            | Emma Clothier    | Pinkin de Corozal       |
| All-Star Team            | Janice Leao      | Criollas de Caguas      |
| All-Star Team            | Madison Cruzado  | Valencianas de Juncos   |